# Caledonia (Schiff, 1905)
Die Caledonia (III) war ein 1905 in Dienst gestelltes Passagierschiff der britischen Reederei Anchor Line, das als Transatlantikliner auf dem Nordatlantik Passagiere und Fracht zwischen Großbritannien und den USA beförderte. Im Ersten Weltkrieg diente sie als alliierter Truppentransporter, bis sie am 4. Dezember 1916 im Mittelmeer von einem deutschen U-Boot versenkt wurde.

## Geschichte
Das 9223 BRT große Dampfschiff Caledonia wurde im Glasgower Stadtteil Partick im Meadowside-Dock auf der Werft D. & W. Henderson & Company gebaut und lief am 22. Oktober 1904 auf dem Fluss Clyde vom Stapel. Das Schiff war 152,4 Meter lang, 17,7 Meter breit und hatte eine Seitenhöhe von 10,18 Metern. Die Dreifachexpansions-Dampfmaschinen des Dampfers leisteten 1060 nominale Pferdestärken und ermöglichten eine Geschwindigkeit von 16,5 Knoten (30,5 km/h). Das Schiff konnte 1450 Passagiere befördern. Die Caledonia war das Schwesterschiff der California, die zwei Jahre nach ihr in Dienst gestellt wurde. Am 25. März 1905 lief die Caledonia zu ihrer Jungfernfahrt auf der Strecke Glasgow–Moville–New York aus.
Im August 1914 wurde der Ozeandampfer Caledonia von der britischen Regierung als Truppentransporter angefordert. Ihre Kapazität wurde für 3074 Personen und 212 Pferde ausgelegt. Am Montag, dem 4. Dezember 1916 wurde die Caledonia 125 Seemeilen östlich von Malta auf einer Fahrt von Thessaloniki nach Marseille von dem deutschen U-Boot U 65 unter dem Kommando von Kapitänleutnant Hermann von Fischel auf der Position 35° 40′ N, 17° 5′ O ohne Vorwarnung torpediert. Das Schiff ging unter; ein Mann kam ums Leben. Kapitän James Blaikie versuchte das U-Boot zu rammen. Er konnte es nicht versenken, aber schaffte es, es zu streifen. Das Schiff wurde von der Crew des deutschen U-Boots als Prise und Blaikie gefangen genommen.
Der Vorfall stand unter dem unmittelbaren Eindruck der vorausgegangenen Ereignisse vom 28. März 1916, als das britische Fährschiff Brussels der Great Eastern Railway beim Maas-Feuerschiff von dem U-Boot U 33 zum Halten gezwungen wurde. Eine Versenkung stand unmittelbar bevor. Daraufhin hatte der zivile Kapitän der Brussels, Charles A. Fryatt, erfolgreich versucht, U 33 zu rammen, um sein Schiff zu retten. Das U-Boot konnte sich nur durch sofortiges Abtauchen retten. Fryatt wurde dafür von der britischen Admiralität ausgezeichnet. Im Juni 1916 wurde das Schiff von einem deutschen Zerstörer aufgebracht. Fryatt wurde am 27. Juli 1916 von einem deutschen Gericht als „Franktireur des Meeres“ zum Tode verurteilt und am darauf folgenden Tag standrechtlich erschossen.
Durch James W. Gerard, den amerikanischen Botschafter in Deutschland, ließ die britische Regierung Deutschland wissen, dass ein gefangener deutscher Offizier exekutiert würde, falls Blaikie wie Fryatt von den Deutschen hingerichtet würde. Nur so wurde Blaikie vor dem Tod bewahrt.